# Desmoplakine
La desmoplakine est l'une des protéines constitutives du desmosome, structure cellulaire reliant deux cellules. Son gène est le DSP situé sur la chromosome 5 humain.

## En médecine
Des mutations du gène DSP sont responsables d'une forme de dysplasie ventriculaire droite arythmogène caractérisée par une fibrose cardiaque précédant la dysfonction systolique, une fréquence élevée de troubles du rythme ventriculaire, des épisodes répétées de myocardites, une atteinte des deux ventricules. La présence d'une mutation sur le gène entraîne une probabilité plus importante de troubles du rythme ventriculaire ou d'hospitalisation pour insuffisance cardiaque.
L'indication de la pose d'un défibrillateur en prévention primaire peut être discutée suivant le risque d'un trouble du rythme ventriculaire grave, plus fréquent chez les femmes, en cas de dysfonction ventriculaire droite, en cas d'antécédent de troubles du rythme ventriculaire non soutenu et selon la charge en extrasystoles ventriculaires.